# Monaster Japca
Monaster Japca, w pełnym brzmieniu: monaster Wniebowstąpienia Pańskiego w Japce (oryg. rum. Mănăstirea Japca, Mănăstirea „Înălțarea Domnului” din Japca) – prawosławny żeński klasztor w Mołdawii, we wsi Japca w rejonie Florești, nad Dniestrem, w jurysdykcji eparchii kiszyniowskiej Mołdawskiego Kościoła Prawosławnego.

## Historia

### Klasztor męski
Monaster Japca powstał jako męski skit, którego mieszkańcy żyli w pieczarach wykutych nad skalistym brzegiem Dniestru. Dokładna data jego utworzenia jest nieznana; podawana przez niektóre opracowania data 1693 nie ma potwierdzenia źródłowego. Być może monaster utworzył w połowie XVII w. mnich Ezechiel, przybyły albo z innego mołdawskiego monasteru, albo ze Lwowa. Pierwsza wspólnota nie przetrwała jednak napadów; w 1770 hieromnich Teodozjusz zbudował w pobliżu pieczar nowe budynki mieszkalne dla mnichów (nowy monaster nie mieścił się już w pieczarach) i drewnianą cerkiew pod wezwaniem Podwyższenia Krzyża Pańskiego. Właściciele majątku Japca przekazali Teodozjuszowi część ziemi poniżej skitu, z dwoma źródłami. Teodozjusz kierował monasterem nieprzerwanie przez ponad czterdzieści lat i w 1813, gdy skit znalazł się w granicach nowo otworzonej eparchii kiszyniowskiej Rosyjskiego Kościoła Prawosławnego, otrzymał godność ihumena od jej ordynariusza, metropolity Gabriela. W 1818 ten sam hierarcha zmienił skit w klasztor cenobityczny. W 1821 monaster Japca został zaliczony do grupy klasztorów, które nie trafiły pod zarząd dziekana monasterów eparchii kiszyniowskiej, lecz nadal były kierowane przez namiestników biskupich. W tej samej dekadzie monaster znacząco wzbogacił się dzięki pomocy finansowej metropolity irinopolskiego i watopedzkiego Grzegorza, który przekazał mu własność ziemską, oraz mołdawskiego bojara Constantina Andronika, który zakupił ziemię dla klasztoru i wzniósł w nim nową murowaną cerkiew Wniebowstąpienia Pańskiego, dla której także ufundował wyposażenie.
Na przełomie lat 60. i 70. XIX w. monaster stał się ośrodkiem kultu kopii Herbowieckiej Ikony Matki Bożej. W tym samym czasie przy monasterze otwarto szkołę oferującą mnichom i miejscowym chłopcom naukę katechezy i innych podstawowych przedmiotów. W 1872 na podstawie przetłumaczonych na język rosyjski starszych dokumentów opracowany został Synodyk monasterski, przedstawiający jego historię, księgozbiór biblioteki i archiwum, nazwiska dobroczyńców. Na przełomie XIX i XX wieku mnisi otworzyli szkołę psalmistów cerkiewnych, a w 1916 – czteroklasową szkołę dla sierot i szkołę nauczycielską. W przededniu I wojny światowej posiadał 500 hektarów ziemi, w tym siedmiohektarowy sad, sześciohektarową winnicę, lasy i łąki.

### Klasztor żeński
W 1916 arcybiskup kiszyniowski i chocimski Anastazy zaprosił do objęcia monasteru Japca mniszki z monasteru Narodzenia Matki Bożej w Leśnej, które od roku znajdowały się na bieżeństwie w Petersburgu i w Moskwie. W tym samym roku do Mołdawii przybyły dwie kierujące monasterem ihumenie Katarzyna i Nina oraz siedemdziesiąt mniszek i posłusznic. Początkowo przełożoną monasteru była Katarzyna, następnie oficjalnie urząd ten objęła ihumenia Nina. W 1918 w monasterze przebywało 208 kobiet, z czego tylko 26 było mniszkami mantijnymi. W 1918 razem z całą eparchią kiszyniowską klasztor został włączony do Rumuńskiego Kościoła Prawosławnego. Mniszki z monasteru w Leśnej przebywały w monasterze Japca do 1924. W wymienionym roku Cerkiew Rumuńska przyjęła w liturgii kalendarz nowojuliański („nowy styl”), a rosyjskim mniszkom nakazano przyjęcie obywatelstwa rumuńskiego i wprowadzenie do nabożeństw języka rumuńskiego. W związku z tym 70 mniszek i posłusznic, na czele z ihumeniami Katarzyną i Niną, postanowiły wyjechać do Królestwa SHS i tam założyć nowy monaster
Od 1927 w monasterze, z inicjatywy biskupa chocimskiego Wissariona, powstała szkoła zawodowa dla dziewcząt, w której nauczano prowadzenia gospodarstwa wiejskiego i podstaw teologii. Po wyjeździe części mniszek w klasztorze pozostało 20 mniszek i 78 posłusznic (dane z 1930).
Monaster został zlikwidowany w 1940, po przyłączeniu Besarabii do ZSRR, jednak już po roku został restytuowany. Po II wojnie światowej pozostał w jurysdykcji Patriarchatu Moskiewskiego w związku z przyłączeniem Mołdawii do ZSRR. Mniszki nadal utrzymywały się z prowadzenia gospodarstwa wiejskiego.
Monaster Japca jest największym pod względem liczby mniszek klasztorem żeńskim Mołdawskiego Kościoła Prawosławnego, chociaż w II poł. XX wieku liczba ta sukcesywnie spadała. W 1969 w monasterze przebywało 69 mniszek i posłusznic, w 1978 – 57, zaś w 2008 – 46.
W 1974 w pożarze ucierpiały dwie cerkwie monasterskie: Wniebowstąpienia Pańskiego oraz św. Michała Archanioła, zostały one następnie odremontowane.

## Architektura
Najstarszą częścią kompleksu klasztornego jest cerkiew Podwyższenia Krzyża Pańskiego wykuta w skale w końcu XVII w., z wysuniętą elewacją z białego kamienia. Obiekt ten został odrestaurowany w latach 50. XIX w., a w 1995 odnowiony po tym, gdy ucierpiał wskutek obsunięcia się podłoża. Druga cerkiew monasterska to zbudowana w 1915 w stylu neoklasycystycznym cerkiew Wniebowstąpienia Pańskiego usytuowana na miejscu rozebranej w 1911 świątyni ufundowanej przez Andronika. Świątynia ta wzniesiona została na planie kwadratu, posiada jedną kopułę i trzy ołtarze: Wniebowstąpienia Pańskiego, Przemienienia Pańskiego oraz Krzyża Pańskiego, umieszczone za wspólnym trzyrzędowym ikonostasem. We wnętrzu obiekt znajduje się zespół fresków z wyobrażeniami Wniebowstąpienia Pańskiego, Pana Boga Zastępów w otoczeniu Ewangelistów oraz świętych Kasjana i Porfirego z Gazy. Trzecią świątynią w kompleksie klasztoru jest cerkiew św. Michała Archanioła z 1849, przylegająca do budynków zamieszkiwanych przez mniszki. W 2008 w budynku zajmowanym przez przełożoną monasteru urządzono dodatkową cerkiew domową Leśniańskiej Ikony Matki Bożej.

## Przełożeni monasteru męskiego[1]
- hieromnich Teodozjusz, 1770–1808
- hieromnich Nikander, 1808–1810
- hieromnich Kalikst, 1810–1818
- hieromnich Teofil, 1818–1821
- archimandryta Synezjusz, 1822–1824
- archimandryta Joannicjusz, 1824–1827
- igumen Hiob, 1827–1829
- archimandryta Onezyfor, 1830–1833
- archimandryta Nikodem, 1833–1835 lub 1836
- archimandryta Kasjan, 1836–1864
- archimandryta Serafin, 1865–1868
- archimandryta Hieronim, 1868–1871
- archimandryta Hermogen (Baziluk), 1872–1880
- archimandryta Ireneusz (Czebotarienko), 1881–1883
- archimandryta Benedykt, 1884–1886
- archimandryta Synezjusz (Bârkă), 1887–1904
- archimandryta Porfiry (Babiej), 1904–1916

## Przełożone monasteru żeńskiego[1]
- ihumenia Katarzyna (Jefimowska), 1916
- ihumenia Nina (Kosakowska), 1916–1924
- mniszka Dorota (Antonowicz), 1924–1940
- ihumenia Pachomia, 1940–1958
- mniszka Sydonia, 1958–1959
- mniszka Serafina (Czebotariowa), 1959–1979
- mniszka, następnie ihumenia Aleksandra, 1979–1999
- ihumenia Taisa (Străinu), do 1999